# John O'Shea (calciatore 1957)
John O'Shea (24 luglio 1957) è un allenatore di calcio ed ex calciatore australiano, di ruolo difensore.

## Carriera

### Club
Ha giocato la maggior parte della sua carriera agonistica nel St. George, con cui ha vinto la National Soccer League, all'epoca massimo campionato calcistico australiano, nella stagione 1983, torneo che lo vide tra i protagonisti insieme ai fratelli Rob e Mike. John O'Shea è annoverato tra i giocatori più importanti della storia del club; in particolare, esordisce in campionato nel 1977 (2 presenze), mentre nel 1978 diventa titolare (25 presenze e 2 gol); nel 1979 mette a segno ulteriori 2 reti, in 26 presenze. Nel 1980 gioca tutte e 26 le partite del campionato australiano, segnandovi 4 reti; gioca tutte le partite stagionali (30) anche nel 1981, stagione nella quale realizza anche ulteriori 3 gol.
Nel 1987 passa ai Sutherland Sharks, società nella quale chiuderà la carriera agonistica l'anno seguente. Terminata la carriera agonistica ha ricoperto l'incarico di allenatore nelle giovanili degli Sharks. O'Shea è annoverato tra i principali calciatori della storia del club.

### Nazionale
O'Shea ha giocato con la nazionale australiana due incontri tra il 1978 e 1979, contro Grecia e Nuova Zelanda.
Nel 1984 fu tra i Socceros chiamati a giocare una serie di incontri amichevoli in Australia e all'estero contro vari prestigiosi club: O'Shea venne impiegato contro i Rangers, Nottingham Forest, Īraklīs, Manchester City, PSV, Aston Villa, Arsenal, Udinese, Tottenham, oltre che contro alcune squadre cinesi.

## Statistiche

### Cronologia presenze e reti in nazionale
| Cronologia completa delle presenze e delle reti in nazionale ― Australia | Cronologia completa delle presenze e delle reti in nazionale ― Australia | Cronologia completa delle presenze e delle reti in nazionale ― Australia | Cronologia completa delle presenze e delle reti in nazionale ― Australia | Cronologia completa delle presenze e delle reti in nazionale ― Australia | Cronologia completa delle presenze e delle reti in nazionale ― Australia | Cronologia completa delle presenze e delle reti in nazionale ― Australia | Cronologia completa delle presenze e delle reti in nazionale ― Australia |
| Data                                                                     | Città                                                                    | In casa                                                                  | Risultato                                                                | Ospiti                                                                   | Competizione                                                             | Reti                                                                     | Note                                                                     |
| ------------------------------------------------------------------------ | ------------------------------------------------------------------------ | ------------------------------------------------------------------------ | ------------------------------------------------------------------------ | ------------------------------------------------------------------------ | ------------------------------------------------------------------------ | ------------------------------------------------------------------------ | ------------------------------------------------------------------------ |
| 18-6-1978                                                                | Sydney                                                                   | Australia                                                                | 1 – 1                                                                    | Grecia                                                                   | Amichevole                                                               | -                                                                        |                                                                          |
| 13-6-1979                                                                | Auckland                                                                 | Nuova Zelanda                                                            | 1 – 0                                                                    | Australia                                                                | Amichevole                                                               | -                                                                        | 65’                                                                      |
| Totale                                                                   |                                                                          | Presenze                                                                 | 2                                                                        |                                                                          | Reti                                                                     | 0                                                                        |                                                                          |

## Palmarès
- Campionato australiano: 1

St. George: 1983